# Bukovszky László
Bukovszky László (Vágsellye, 1966. május 9.–) történész, levéltáros.

## Élete
1985-ben érettségizett a galántai magyar gimnáziumban, majd 2001-ben a pozsonyi Comenius Egyetemen diplomázott. 2007-ben bölcsészdoktori (PhDr.) vizsgát tett.
Az 1980-as években a Csemadoknál dolgozott népművelési munkatársként. 1988-2003 között a Pozsonyi Állami Levéltár Vágsellyei Fióklevéltárának főlevéltárosa, 2003-2008 között a Nemzeti Emlékezet Intézete (Ústav pamäti národa) Levéltári Főosztályának igazgatója, 2008-2010 között a csehországi Állambiztonsági Szolgálatok Levéltárának főigazgatója volt. Ezt követően a Szlovák Köztársaság Kormányhivatalában osztályvezető, majd főosztályvezető lett. 2014-től a Most-Híd párt ombudsmani teendőit látta el. 2016-ban kinevezték a Szlovák Köztársaság nemzeti kisebbségekért felelős kormánybiztosává. 2023-ban az új kormány leváltotta. 2024-től a Galántai Népművelési Központ igazgatója.
2018-ban Aranykifli díjat kapott.
Elsősorban közigazgatás-történettel és az állambiztonsági szolgálatok tevékenységével foglalkozik.

## Művei
- 1993 Taksony nevezetességei. Komárom.
- 1993 Vághosszúfalu. Szerk.: Novák Veronika. (tsz.)
- 1994 Vága község története. Szerk.: Pukkai László. Galánta. (tsz.)
- 1995 Tornóc története. Szerk.: Pukkai László. Tornóc. (tsz.)
- 1997 Nemeskajal története. Szerk.: Pukkai László. Nemeskajal. (tsz.)
- 2002 Az 1848-1849. évi első népképviseleti országgyűlés történeti almanachja. Szerk: Pálmány Béla. Budapest. (tsz.)
- 2002 Vágsellye 1002–2002. Szerk.: Novák Veronika. Vágsellye. (tsz.)
- 2002 Pongrácz Ágoston és Negyed. Komárom.
- 2004 A Kárpát-medence levéltári forrásai I. A szlovákiai levéltárak magyar provenienciájú fondjai és állagai 1918-ig és 1938–1945 között. Szerk.: Novák Veronika. Budapest. (tsz.)
- 2005 Államhatalmi változások a Mátyusföldön 1918-1919-ben és 1938-ban. In: Bukovszky L. (szerk.): Mátyusföld II – Egy régió története a XI. századtól 1945-ig. Komárom – Dunaszerdahely, 123-147.
- 2005 A galántai Szent István király plébániatemplom 200 éve. Szered. (tsz. Pekarovic György)
- 2007 Galánta 1237–2007. Szerk.: Pukkai László. Galánta. (tsz.)
- 2009 Ochrana sovietskych vojsk a sovietskych vojenských objektov. In: Kateřina Volná (szerk.): Aktivity NKVD/KGB a její spolupráce s tajnými službami střední a východní Evropy 1945–1989 II. Praha, 25–37.
- 2011 A szlovákiai magyar kisebbség és az állambiztonság (1948–1963). In: Húshegyi Gábor (szerk.): Magyarok a sztálinista Csehszlovákiában 1948–1963. Pozsony, 69–83.
- 2014 Kaiser Gyula - Nehéz hőskölteményt nem írni - Az Országos Keresztényszocialista Párt kezdetei.
- 2016 A Csehszlovákiai Magyar Demokratikus Népi Szövetség és a Mindszenty-per szlovákiai recepciója.
- Nádszeg múlt és jelen. Szerk.: Novák Veronika. Komárom. (tsz.)